# Blackout (pel·lícula de 2023)
Blackout és una pel·lícula de terror estatunidenca del 2023 escrita i dirigida per Larry Fessenden i protagonitzada per Alex Hurt, Addison Timlin i Motell Gyn Foster. Igual que amb la pel·lícula anterior de Fessenden Depraved, s'inspira en les clàssiques pel·lícules de monstres (en aquest cas) The Wolf Man), tot i que no és un remake directe. Fessenden ha nomenat la sèrie de Marvel Comics Werewolf by Night com a inspiració per a la pel·lícula, a més de les pel·lícules Universal Classic Monster dels anys 30, 40 i 50.

## Argument
Charley Barrett, un artista d'una petita ciutat del nord de l'estat de Nova York, s'ha convertit en un home llop. Lluitant amb l'alcoholisme i la depressió i adonant-se que seguirà matant cada lluna plena tret que se l'aturi, es posa en marxa per intentar trobar un lloc on amagar-se entre els diversos residents de la ciutat (incloent-hi la seva ex, un pastor local i persones d'ambdós bàndols d'un moviment local antiimmigrant). Després d'un intent de suïcidi assistit amb una bala de plata fracassa, es transforma en un home llop i s'enfureig, finalment detingut per la seva simpàtica exnòvia, que s'adona en què s'ha convertit i el treu de la seva dissort.

## Repartiment
- Alex Hurt com a Charley Barrett
- Addison Timlin com Sharon Hammond
- Motell Gyn Foster com a Earl
- Joseph Castillo-Midyett com Luis Sánchez
- Ella Rae Peck com Alice
- Rigo Garay com a Miguel López
- John Speredakos com el pastor Francis
- Michael Buscemi com a Andy
- Jeremy Holm com a Harry
- Barbara Crampton com a Kate
- Cody Kostro com a Burt
- Marc Senter com Ernie
- Kevin Corrigan com a Bob Kraus
- Joe Swanberg com a Stuart
- Asta Paredes com a Asta Carter
- Clay von Carlowitz com a Clay Carter
- James Le Gros com a Tom Granick
- Marshall Bell com a Jack Hammond

A més, hi ha un petit cameo en una escena posterior als crèdits d'Alex Breaux que torna a interpretar el seu paper de monstre de Frankenstein de la pel·lícula de Fessenden Depraved. Segons Fessenden "Aquest és el començament del meu monsterverse, i... tinc la intenció de fer un mashup. És el comentari final sobre aquestes pel·lícules que m'encanten" (en referència a les pel·lícules Universal "Monster Rally" com ara Frankenstein i l'home llop.)

## Producció
El guió de Blackout va ser adaptat d'un episodi que Fessenden va escriure i va produir per al seu podcast de terror inspirat en els drames radiofònics dels anys 30, Tales From Beyond the Pale. Fessenden afirma que la idea es va originar amb un argument (finalment no produït) que va fer per a un segment d'una de les pel·lícules V/H/S. Fessenden va conèixer l'actor Alex Hurt a través del seu fill, Jack Fessenden, que havia dirigit Hurt a la pel·lícula Foxhole de 2021. Fessenden va explicar: "Quan vaig conèixer l'Alex (mentre produïa la pel·lícula de Jack), Alex va revelar que li encantaven les antigues pel·lícules de monstres, que van ser per això que va decidir convertir-se en actor. Després va revelar que havia tingut una relació volàtil amb el seu pare l'actor William Hurt], i em va provocar alguna cosa a la ment. Això és una part molt gran de la història original de l'home llop, la relació [contenciosa] pare-fill... Cadascuna d'aquestes dinàmiques és esfereïdora i, vaig pensar, val la pena explorar-la més endavant." L'ancià Hurt apareix a les fotografies familiars reals amb el seu fill a la pel·lícula.
Sobre el tema de les pel·lícules d'homes llop, Fessenden ha dit "Penso en la personalitat del monstre. Quina és la seva mitologia? Què passa amb les característiques del monstre? I això suggereix els temes... Amb Blackout, estava pensant en un home llop. Què és això? Una personalitat dividida. Llavors estic com si tota la nostra nació està dividida ara mateix, així que podeu veure com ve l'una de l'altra." name=Jesus/> La ciutat de ficció "Talbot Falls", on té lloc la major part de la pel·lícula, porta el nom del personatge de Lon Chaney Jr. Larry Talbot de The Wolf Man i les seves seqüeles. Hurt va veure "totes les pel·lículesde Lon Chaney [Jr.] diverses vegades" i va córrer "entre 7 i 10 milles al dia" per perdre pes en preparació per al paper.
El rodatge es va finançar significativament amb els incentius fiscals de l'anterior pel·lícula de Fessenden Depraved, que va trigar diversos anys a arribar. La pel·lícula es va rodar a prop de Woodstock (Nova York), "a menys de dues milles" de la casa de Fessenden, la qual cosa li va permetre fer "acords d'encaixada de mans" amb els locals per utilitzar les seves ubicacions, cosa que va permetre rodar la pel·lícula molt més barata.
Les pintures representades a la pel·lícula van ser creades per l'artista de Brooklyn John Mitchell. Mitchell havia convidat a Fessenden a seure a fer-se un retrat i, mentre el pintaven, els dos havien discutit el seu interès mutu per la iconografia dels homes llop, després del qual Fessenden va decidir fer un artista del protagonista de Blackout.

## Estrena
Blackout va tenir una estrena mundial al 27è FanTasia l'agost de 2023 i al Brooklyn Horror Film Festival a l'octubre. Es va estrenar en Vídeo sota demanda el 12 d'abril de 2024.

## Recepció
Les crítiques de la pel·lícula van ser generalment positives. Simon Abrams de RogerEbert.com li va donar una ressenya mixta, anomenant Blackout "un psicodrama d'home llop, [que] mostra l'atenció habitual de [Fessenden] a l'actuació i als detalls basats en els personatges", però va concloure que "té molt per recomanar-la, però no prou per satisfer-te plenament." Robert Abele, del LA times, va qualificar la pel·lícula d'"atractament descarada i reflexiva" i va assenyalar que "Blackout continua amb un projecte en curs [de Fessenden] per donar un gir modern a les figures llegendàries del cinema de terror... No tot sobre l'aura de bricolatge de "Blackout" és efectiu i el ritme pot frenar-se fins a una pantalla massa pesada... la pel·lícula "atractivament descarada i reflexiva" assenyalant que "Blackout continua un projecte en curs [de Fessenden] per donar un gir modern a les figures llegendàries del cinema de terror... No tot sobre l'aura de DIY de "Blackout" és eficaç i el ritme pot frenar fins a un ritme fort, ja que el guió de Fessenden agafa massa carn... No obstant això, la serietat idiosincràtica d'un experimentat mestre de l'horror jugant amb els clàssics encara és un aperitiu substancial a mitjanit." En un brillant assaig sobre la pel·lícula, Angel Melanson de Fangoria la va anomenar "una obra singular i feta a mà d'un dels nostres grans narradors estatunidencs" i va explicar que "tots els aspectes de Blackout -el seu ritme, el seu bell treball de personatges, la seva estructura molt específica- sembla abandonar alegrement les expectatives i les convencions, i confia que el públic farà aquest viatge divertit/trist/humà creat per una veu cinematogràfica totalment original." Escrivint per Bloody Disgusting, Meagan Navarro conclou que "Fessenden ofereix una veritable, divertida, de vegades lenta però commovedora part de la vida amb un gir de terror violent i sagnant".
En una ressenya més variada de Medium, Eric Langberg va escriure que la pel·lícula és "estranya. Per a una pel·lícula de terror, és bastant lenta; les escenes reals dels homes llop són poques i distants, especialment al principi. Gran part de la pel·lícula es dedica a debats sobre estudis ambientals locals sobre l'ús del sòl i com es relacionen amb un projecte de construcció en curs. Tanmateix, quan apareixen, les seqüències d'home llop són fantàstiques, una delícia de baix pressupost que aconsegueix ser alhora campy i estranyament belles. En resum, aquí hi ha molt per recomanar, fins i tot si la pel·lícula és una mica desigual". En una ressenya negativa per a Collider, Maggie Boccella escriu que com a director, Fessenden està "... fent malabars amb massa pilotes i, per ser del tot honest, [el] projecte final no se sent massa lluny d'una pel·lícula d'estudiants" i que la pel·lícula "cavalca una línia estranya entre un gorefest i tipus de terror més introspectiu, sense comprometre's mai completament amb l'un ni l'altre. Et deixa cercant qualsevol quantitat de significat en el text, encara que només sigui per justificar els cent minuts que vas dedicar a mirar-lo.